# Shangli (häradshuvudort i Kina, Jiangxi Sheng, lat 27,88, long 113,79)
Shangli (kinesiska: 上栗, 上栗县, 上栗市) är en häradshuvudort i Kina. Den ligger i provinsen Jiangxi, i den sydöstra delen av landet, omkring 220 kilometer sydväst om provinshuvudstaden Nanchang. Antalet invånare är 467 214. Befolkningen består av 228 714 kvinnor och 238 500 män. Barn under 15 år utgör 23,0 %, vuxna 15-64 år 68 %, och äldre över 65 år 7,0 %.
Runt Shangli är det tätbefolkat, med 613 invånare per kvadratkilometer. Det finns inga andra samhällen i närheten. Trakten runt Shangli består till största delen av jordbruksmark.
Genomsnittlig årsnederbörd är 2 042 millimeter. Den regnigaste månaden är maj, med i genomsnitt 332 mm nederbörd, och den torraste är oktober, med 35 mm nederbörd.